# Olîzarivka, Ivankiv
Olîzarivka (în ucraineană Олизарівка) este o comună în raionul Ivankiv, regiunea Kiev, Ucraina, formată numai din satul de reședință.

## Demografie
Componența lingvistică a comunei Olîzarivka
     Ucraineană (94,4%)
     Rusă (5,35%)
Conform recensământului din 2001, majoritatea populației comunei Olîzarivka era vorbitoare de ucraineană (94,4%), existând în minoritate și vorbitori de rusă (5,35%).